# Bledar Kola
Bledar Kola   (Lezhë, 1 d'agost de 1972) és un exfutbolista albanès de la dècada de 1990.
Fou 39 cops internacional amb la selecció albanesa.
Pel que fa a clubs, defensà els colors de Panathinaikos, Apollon Smyrnis, Panargiakos i AEK Atenes.